# Puconci
Puconci là một khu tự quản (tiếng Slovenia: občine, số ít – občina) trong vùng Pomurska của Slovenia. Puconci có diện tích 107.7 km2, dân số là theo điều tra ngày 31 tháng 3 năm 2002 là 6281 người. Thủ phủ khu tự quản Puconci đóng tại Puconci.